# Роде, Эдуард
Эдуард Роде (нем. Eduard Rohde; 25 сентября 1828, Галле — 25 марта 1883, Берлин) — немецкий органист, композитор и музыкальный педагог.
Ученик Августа Готфрида Риттера. Жил и работал в Берлине как органист и хормейстер церкви Святого Георгия. Преподавал пение в известной берлинской гимназии Святой Софии и орган в Королевском институте музыки, где среди его учеников был Артур Бёрд.
Среди многочисленных композиций Роде наибольшей известностью пользовалась кантата «Шильдхорн» (1875, на текст Густава Гурского по легенде об обращении венедского князя Яксы в христианство). Ему принадлежат также другие хоровые, органные, вокальные сочинения, виолончельная соната, фортепианные пьесы, в том числе дидактического назначения.
Сын, Эдуард Роде-младший, также был органистом и композитором.